# Teodorico (antipapa)
Teodorico (... – Cava de' Tirreni, 1102) è stato un abate italiano.
Religioso dell'Ordine di San Benedetto, divenne dapprima anticardinale e poi antipapa, dal settembre 1100 al gennaio 1101, secondo alcune fonti storiografiche col nome Silvestro III.

## Biografia
Teodorico è una figura delle cui origini non si sa nulla, mentre si riesce a ricostruire la sua storia solo da quando comincia a collaborare, con molta fortuna, nella curia dell'Antipapa Clemente III. 
Monaco benedettino, in una data imprecisata divenne professo del monastero di Santissima Trinità della Cava, e poi abate di Santa Maria di Farfa.
Tre sono gli eventi fondamentali che lo portano a essere il "braccio destro" dell'antipapa:
- intorno al 1084 viene creato cardinale e gli viene conferita la diaconia di Santa Maria in Via Lata.
- nel 1098 è scelto da Clemente III per andare in Germania a redarguire l'arcivescovo di Magonza, Ruthard, reo di essersi rifiutato di partecipare al sinodo di Vercelli, promosso dall'antipapa stesso.
- nel 1099 è promosso cardinale-vescovo della sede suburbicaria di Albano

Alla morte a Civita Castellana di Clemente III (8 settembre 1100), Teodorico nella notte tra il 9 e il 10 settembre, con l'appoggio dell'imperatore Enrico IV di Franconia, divenne antipapa; non si conosce con esattezza il nome pontificale che scelse. La pericolosa instabilità spinse la curia dell'antipapa a incoronarlo il giorno stesso dell'elezione. Poté, per pochi giorni, regnare a Roma, poiché Papa Pasquale II era lontano. Nel gennaio 1101, oppresso da Pasquale che era tornato in città, tentò di rifugiarsi presso Enrico IV (il quale non era contrario a rinnegarlo per ritrovare un'intesa col vero Papa), ma fu catturato dagli uomini del pontefice e confinato nel monastero della Trinità a Cava dei Tirreni, dove morì nel 1102.
Il suo breve pontificato aveva dato un'importante e preoccupante continuità alla serie di antipapi creati dall'imperatore. Il suo anti-regno fu di 105 giorni secondo fonti vicine al papato ufficiale, ma, se è vero che fu incoronato lo stesso giorno dell'elezione e fu deposto a gennaio, allora la sua elezione ufficiale (con immediata incoronazione) fu a fine settembre, mentre il 10 fu solamente designato. Il suo successore fu l'Antipapa Adalberto.
Da quando si legò a Clemente III nel 1084, si oppose a quattro papi (Gregorio VII, Vittore III, Urbano II, Pasquale II): non sappiamo se, prima di morire, si fosse riconciliato con Pasquale o fosse rimasto fedele al proprio successore, Alberto, fino alla sua deposizione, o se non fosse rimasto convinto d'essere lui il pontefice legittimo, ritenendo sia Pasquale sia Alberto usurpatori.
Fu sepolto nel cimitero della comunità abbaziale monastero di Santissima Trinità della Cava, e la sua tomba è tuttora visibile.

## Ipotesi sul nome pontificale
Alfonso Chacón, in Vitæ et res gestæ Pontificvm Romanorum et S. R. E. Cardinalivm, I, col. 872, no. 14, dice che prese nome pontificale Silvestro III (ciò giustificherebbe il fatto che Maginulfo, nel 1105, avrebbe scelto di chiamarsi Silvestro IV dato che la legittimità di Papa Silvestro III, fortemente dubbia, era già allora messa in discussione) ma non dice da quali fonti attinga.
Altro documento che attesta per Teodorico il nome Silvestro III è nell'opera di Paul Guillaume, Essai historique sur l'abbaye de Cava d'après des documents inédits, testo del 1877, edito quello stesso anno in Italia: Teodorico era stato abate della Badia di Cava, e lì poi fu rinchiuso da Papa Pasquale: proprio lì si parla di quando divenne "Silvestro III" e si oppose a Pasquale II in una lapide apocrifa, scolpita in un'epoca imprecisata dopo la sua morte. Essa attesta che fu antipapa col nome di Silvestro III e che fu lì rinchiuso fino alla morte.